# Эпидосис
Эпидо́сис (др.-греч. ἐπιδόσεις) — обычай в Древней Греции, предусматривавший добровольное принятие на себя гражданами или метеками тех или иных государственных расходов, что выражалось либо в денежных пожертвованиях, либо в поставках в натуральной форме.
Подобные явления не были редкостью. Однако, в свою очередь, и государство в случае нужды призывало к подобным добровольным пожертвованиям; объявления об эпидосисе происходили даже в экклесии. Обычно эпидосис означал не только простые денежные взносы для военных и других нужд, но и выполнение всех видов общественных обязанностей, особенно триерархии, хорегии, архитеории. Нередко отдельные граждане делали добровольные подарки по различным поводам без особой на то необходимости.
Имена выразивших желание сделать пожертвование в пользу государства вместе с размером пожертвования записывались на таблички, которые в Афинах помещались перед статуями героев-эпонимов на агоре и оставались там до тех пор, пока весь взнос не был внесён. Эпидосис мог достигать очень значительных размеров. Так, трапезит Пасион пожертвовал государству 1000 щитов; Хрисипп — один талант, когда Александр Македонский выступил в поход против Фив; Аристофан, сын Никофема — 30 000 драхм для снаряжения экспедиции на Кипр; полководцы Харидем и Диотим — 800 щитов.
Иногда подобные поступки становились для неграждан средством получения гражданских прав.